# Mohammed Rasnabe
 (mars 2020).
Mohammed Rasnabe, surnommé Moppie, né le 10 mai 1972 à Imzouren (Maroc), est un tueur en série néerlandais d'origine marocaine.
Tueur en série professionnel, il assassine cinq personnes en moins de deux mois en 1993 avant de disparaître des radars pendant plus d'une décennie. Menant une guerre de cocaïne en Espagne face à des trafiquants colombiens, il planifie plusieurs assassinats. N'ayant jamais été arrêté par la justice néerlandaise, il reste sous les radars de 1993 jusqu'en 2006 où il est arrêté à Madrid, avant d'être extradé aux Pays-Bas et condamné à perpétuité le 29 janvier 2013 à Amsterdam. Mohammed Rasnabe a été trahis par un membre de son clan, Peter La Serpe, qui a livré des informations à la justice néerlandaise, qui a mené à son arrestation.

## Biographie

### Enfance
Mohammed Rasnabe naît à Imzouren dans les montagnes du Rif au Maroc et émigre très jeune à Amsterdam aux Pays-Bas.

### Activités criminelles

#### Meurtres barbecue
Le 31 mars 1993, Salim Hadziselimovic (21 ans) et Djordje Ilic (19 ans), originaires de Yougoslavie sont assassinés avant d'être brûlés. L'affaire est toujours en cours d'étude. En 1997, le nom de Mohammed Rasnabe apparaît pour la première fois dans les enquêtes. Les enquêtes découvrent plusieurs rapports entre les deux victimes et Mohammed Rasnabe. Un témoin déclare également avoir vu Mohammed Rasnabe assassiner les deux jeunes hommes avec Raymond Verbaan. La sœur de ce dernier était une amie des deux victimes assassinés. Sa sœur, Estrella, avait également eu une relation avec Mohammed Rasnabe.
Lorsque Peter La Serpe fait sa déclaration sur cette affaire, Mohammed Rasnabe est inculpé avec Jesse Remmers. Cette affaire est surnommée l'affaire barbecue.

#### Assassinat de Tonnie van Maurik
Quelques jours plus tard, le 19 avril 1993, le professeur de sport Tonnie van Maurik est assassiné devant la porte de l'hôtel Altea d'Amsterdam. Selon une prostituée, Maurik est assassiné par Rasnabe sous ordres de sa collègue Pinny Song. Song aurait versé une somme de 10,000 francs à Rasnabe selon la prostituée. La justice, ayant peu de preuves, ne peut pas condamner Rasnabe. Jusqu'à que Peter La Serpe, de nouveau, révèle l'implication de Rasnabe dans cette affaire.

#### Double assassinat en Belgique
Le 9 mai 1993, un double assassinat a lieu à Anvers en Belgique. Celui des diamantaires Hennie Shamel et Annie de Witte. Elles sont abattus dans leur véhicule. Une énième fois, la justice n'a pas assez de preuves pour poursuivre l'enquête, jusqu'à la déclaration de La Serpe.

### Arrestation
Depuis les années 1990, la justice néerlandaise tente de poursuivre Mohammed Rasnabe pour de multiples assassinats. Mais à chaque fois, la justice lâche l'affaire pour faute de preuves. Ceci est resté comme tel, jusqu'en 2007 lorsque Peter La Serpe toque à la porte de la police pour un deal : il propose de leur révéler plusieurs déclarations sur le grand banditisme amstellodamois en échange d'une peine d'emprisonnement réduite et d'une grande somme d'argent après sa libération pour se reconstruire. Peter La Serpe est condamné pour tentative d'assassinat sur un criminel pour une histoire de trafic de cocaïne.
Dans le début des années 2000, la justice trouve enfin des faits criminels de Rasnabe. Il est poursuivi pour trafic de drogue en XTC, mais l'homme est en fuite, totalement en dehors des radars aux Pays-Bas. En 2006, Rasnabe se trouve en Espagne avec son collègue Jesse Remmers. Ils préparent un plan pour abattre plusieurs trafiquants de drogue colombiens. Le plan finira par échouer et La Serpe trahit son clan en appelant l'unité spécial anti-criminalité des Pays-Bas. La Serpe déclare à la justice néerlandaise qu'il veut rester anonyme sous faux nom de Raymond Mark Nurton et que Rasnabe se trouve en Espagne et il y vit.
Lorsque Rasnabe tente de s'envoler vers Malaga en prenant l'avion à l'aéroport de Madrid, il est arrêté par la justice espagnole.
Le 9 février 2009, le procès Passage est lancé aux Pays-Bas avec la présence de Mohammed Rasnabe.
Le 29 janvier 2013, Rasnabe est condamné à perpétuité aux Pays-Bas

### Documentaires et reportages
- [vidéo] ‘Een snoeihard arrest’, De Telegraaf, 2017